# Панама (Небраска)
Панама (енгл. Panama) град је у америчкој савезној држави Небраска.

## Демографија
По попису из 2010. године број становника је 256, што је 3 (1,2%) становника више него 2000. године.
| Група             | 2000.       | 2010.       |
| Белци             | 248 (98,0%) | 252 (98,4%) |
| Афроамериканци    | 2 (0,8%)    | 2 (0,8%)    |
| Азијати           | 1 (0,4%)    | 1 (0,4%)    |
| Хиспаноамериканци | 2 (0,8%)    | 0 (0,0%)    |
| Укупно            | 253         | 256         |